# Activity Monitor
Activity Monitor (Мониторинг системы) — системная утилита мониторинга для операционной системы macOS, которая также включает в себя функции диспетчера задач. Activity Monitor появился в Mac OS X v10.3, тогда он включал функциональность программ Process Viewer (диспетчер задач) и CPU Monitor, которые были в предыдущих версиях macOS. В OS X 10.9 Activity Monitor был значительно переработан и получил 5-ю вкладку «энергия» (в дополнение ко вкладкам процессор, память, диск и сеть).